# Grzegorz Stróżniak
Grzegorz Marek Stróżniak (ur. 30 kwietnia 1958 w Poznaniu) – polski muzyk; wokalista, klawiszowiec, kompozytor, aranżer i lider zespołu Lombard.

## Życiorys
Przez dwa lata uczęszczał do poznańskiej szkoły baletowej. W III klasie szkoły podstawowej na Osiedlu Kwiatowym zetknął się z nauczycielem muzyki Tadeuszem Barwą-Czerwińskim, dzięki któremu już jako kilkunastolatek grał na akordeonie, perkusji, trąbce, saksofonie i pianinie. Będąc 11-latkiem Stróżniak zagrał na trąbce hymn Lecha Poznań podczas meczu, który drużyna rozgrywała.
Swój pierwszy zespół założył w 8 klasie szkoły podstawowej. Grywał z kolegami zarobkowo na weselach i podczas tzw. fajfów. Po ukończeniu szkoły podstawowej zdał do średniej szkoły muzycznej (specjalność: kontrabas i fortepian), uczył się także w klasie licealnej (kierunek kształcenia: eksploatacja pocztowo-telekomunikacyjna) znajdującej się w Zespole Szkół Zawodowych im. Joachima Lelewela w Poznaniu. Tam udzielał się w szkolnym zespole muzycznym, kabarecie i w teatrze, występując m.in. podczas szkolnych akademii. W wieku 16 lat skomponował utwór pt. „Ciche marzenia”. Piosenka po latach, już z tekstem Andrzeja Sobczaka „Przeżyj to sam” stała się wielkim przebojem i pokoleniowym hymnem.
W 1978 roku Stróżniak rozpoczął naukę w Studiu Sztuki Estradowej, w którym uczył się historii sztuki, gry na pianinie, śpiewu, kompozycji i choreografii. W trakcie nauki zdobywał szlify estradowe śpiewając w kwartecie wokalnym Vist (w latach 1979–1981), który występował z Alex Bandem oraz z orkiestrą Zbigniewa Górnego prezentując na estradzie własny repertuar (głównie standardy swingowe i rock and rollowe) i towarzysząc polskim piosenkarzom, takim jak: Hanna Banaszak, Ewa Bem, czy Krzysztof Krawczyk, a także Betty Dorsey podczas jej tournée po Polsce. W czerwcu 1980 roku piosenka „Poszedł w świat” (muz. M. Szymański, sł. A. Sobczak) w wykonaniu Vistu zajęła I miejsce w radiowym plebiscycie Studia Gama.
W 1981 roku Stróżniak stanął na czele zespołu Lombard, w którym do dziś pełni funkcję lidera, kompozytora, wokalisty i klawiszowca. Z zespołem wylansował wiele przebojów, nagrał kilkanaście płyt sprzedanych w nakładzie kilku milionów egzemplarzy oraz zagrał ponad trzy tysiące koncertów w kraju i za granicą. W plebiscytach wielokrotnie zwyciężał w kategorii wokalista roku, otrzymywał także nagrody za kompozycje podczas KFPP w Opolu i w Sopocie. W 1983 roku w Opolu otrzymał II nagrodę za kompozycję „Szklana pogoda” (ex aequo z Andrzejem Rybińskim i jego piosenką „Nie liczę godzin i lat” – I nagrody nie przyznano).
Komponował do tekstów najwybitniejszych polskich tekściarzy: Andrzeja Sobczaka, Jacka Skubikowskiego, Marka Dutkiewicza. Przez wiele lat współpracował z Teatrem Polskim w Poznaniu pod dyr. Grzegorza Mrówczyńskiego. Skomponował wówczas muzykę do musicali: Łyżki i księżyc, Ujrzana we śnie Wasawadatta, W krainie kłamczuchów i Zęby, autorstwa Marka Koterskiego.

## Dyskografia

### albumy zLombardem
- 1983 – Śmierć dyskotece! – Polskie Nagrania „Muza” (złota płyta[6])
- 1983 – Live – Savitor
- 1984 – Wolne od cła – Klub Płytowy Razem
- 1984 – Szara maść – Savitor
- 1984 – Koncertowe przygody zespołu Lombard – Merimpex
- 1985 – Hope and Penicillin – Savitor
- 1985 – Anatomia – Savitor
- 1986 – Wings of a Dove – Kix 4U Records
- 1987 – Live Hits 87 – Polton
- 1987 – Kreacje – Pronit
- 1991 – ’81–’91 Największe przeboje – Intersonus (składanka przebojów w nowych wersjach)
- 1994 – Największe przeboje 1981–1987 (1) – Rock Long Luck (album kompilacyjny)
- 1994 – Największe przeboje 1981–1987 (2) – Rock Long Luck (album kompilacyjny)
- 1994 – Ballady – Ania Box Music (album kompilacyjny)
- 1994 – Afryka – Koch International
- 1996 – Gold – Koch International (album kompilacyjny)
- 1998 – Gold – Koch International (album kompilacyjny)
- 2000 – Deja’Vu – Pomaton EMI
- 2002 – 20 lat – koncert przeżyj to sam – Koch International
- 2004 – The Best – Przeżyj to sam – MTJ (składanka przebojów w nowych wersjach, reedycja albumu ’81–’91 Największe przeboje)
- 2007 – Gwiazdy polskiej muzyki lat 80. – TMM Polska / Planeta Marketing (album kompilacyjny)
- 2008 – W hołdzie Solidarności – Drogi do wolności – Show Time Music Production (album DVD)
- 2012 – Show Time – Show Time Music Production
- 2016 – Lombard swing – Show Time Music Production
- 2024 – 40/40 – Show Time Music Production

#### gościnnie
- 1990 – Non Iron Candles and Rain – Polskie Nagrania „Muza”
- 1995 – Grzegorz Kupczyk Moje urodziny – 15 lat – Omega Music (śpiew w „Dorosłe dzieci”)

### Single z Lombardem
Single winylowe
- 1983 – „Szklana pogoda” / „Kto mi zapłaci za łzy” – Polskie Nagrania „Muza”
- 1983 – „Adriatyk, ocean gorący” / „Dwa słowa, dwa światy” – Tonpress (złota płyta[6])
- 1985 – „Muore Il Sole” („Szklana pogoda” w wersji włoskojęzycznej) / „Devi Lottar” („Przeżyj to sam” w wersji włoskojęzycznej) – Tonpress
- 1985 – „Anatomia – Ja płynę, płynę” / „Anatomia (instr.)” – Tonpress
- 1987 – „Ocalić serca” / „Tylko mi nie mów o miłości” – Tonpress

pozostałe
- 1994 – „Afrika” – Koch International
- 1995 – „Dziesięć i pół” – Koch International
- 2000 – „Deja’Vu – to już było” – Pomaton EMI
- 2001 – „Patrz! Patrz!” – Pomaton EMI
- 2001 – „Machina myśli” – Pomaton EMI
- 2002 – „Anka”
- 2002 – „Przeżyj to sam”
- 2004 – „I Say Stop!” – Pomaton EMI
- 2007 – „Why?”
- 2009 – „Road to Freedom”
- 2009 – „Stan gotowości 2009”
- 2012 – „Szara ulica”
- 2012 – „Musical”
- 2016 – „Taniec pingwina na szkle” swing
- 2016 – „Nasz ostatni taniec” swing
- 2018 – „Mury”

## Musicale
- Łyżki i Księżyc (z Lombardem) (premiera 06.04.1984[7])
- Ujrzana we śnie Wasawadatta (premiera 27.03.1987[8][9])
- W krainie kłamczuchów
- Zęby 2 (premiera 12.06.1992[8])